# Association Zen Internationale
Die Association Zen Internationale (kurz AZI) ist eine buddhistische Vereinigung, die 1970 von Taisen Deshimaru gegründet wurde. Taisen Deshimaru war Meister der Soto-Schule des japanischen Zen-Buddhismus. Bei der Gründung der Vereinigung verfolgte er das Ziel, die Praxis und die Lehren des Zen den Menschen in Europa zugänglich zu machen. Die AZI ist heute die größte zen-buddhistische Gruppe in Europa.
Der AZI gehören weltweit mehr als 200 Dojos und Zazengruppen an; vor allem in Europa. Sie folgen der Praxis und Tradition der Soto-Schule. Die Hauptpraxis dieser Schule ist das Zazen, eine Meditation, die in den Dojos (den Meditationshallen) praktiziert wird. Von Beginn an hat die AZI die Organisation von zahlreichen Sesshins (Tage intensiver Praxis) und anderen, mit der Praxis verbundenen Veranstaltungen ermöglicht, sowie das traditionelle Ango (Sommerlager), das alle buddhistischen Gemeinschaften jedes Jahr durchführen.
Heute vereinigt die AZI den größeren Teil der verschiedenen Sanghas (Gruppen von Praktizierenden), die sich um die Nachfolger von Meister Deshimaru gebildet haben. Diese praktizieren weiter gemeinsam im Tempel von La Gendronnière und halten einen Geist der Konzentration und der Koordination wach, um die verschiedenen Sanghas miteinander in Einklang zu bringen und die Mittel zu fördern, die der Sache und den Zielen der Vereinigung entsprechen. Ebenso ist die AZI in ständiger Verbindung mit den anderen Zen Sanghas in der Welt, besonders mit der japanischen Soto–Zen–Schule und seinem Verwaltungsorgan der Sotoshu Shumucho.
Den Vorsitz über die AZI hat ein Komitee von 24 Personen, darunter die ältesten Schüler von Meister Deshimaru. Ihr Vorstand versammelt sich monatlich, um die großen Zielsetzungen der Sangha festzulegen, das Vorgehen zu bestimmen, welches das Leben der Dojos betrifft und das Erbe zu erhalten, das ihr anvertraut wurde. Die Vereinigung ist Besitzer des Tempels La Gendronnière in der Nähe von Blois, ein Gut, das 1979 erworben wurde, kurz vor dem Tod von Meister Deshimaru 1982. Es ist ein Ort der Versammlung aller Sanghas, wo das ganze Jahr eine regelmäßige und lebendige Praxis weitergeführt wird.
Es gibt Zweige der AZI in Belgien (AZB), Großbritannien (IZAUK) und den USA (AZA).

## Lehrer der AZI (Auswahl)
Philippe Coupey (* 1937), lehrt in über dreißig Dōjōs in Frankreich, Deutschland, England und der Schweiz.
Jiko Simone Wolf (* 1940), gründete 1982 das Zen-Zentrum von La Chaux-de-Fonds und 2009 den Ryokuinzan-Kōsetsu-ji-Tempel in der Nähe, verbreitet Sōtō-Zen hauptsächlich in der Schweiz sowie im Zen-Tempel La Gendronnière.
Roland Yuno Rech (* 1944), gründete und leitet den Tempel Gyobutsu-ji in Nizza (Frankreich) und Sesshins in mehreren Ländern, vor allem in Frankreich, Belgien, Deutschland und Italien.
Missen Michel Bovay (1945–2009), seit dem Tod Deshimarus 1982 war er einer der Hauptverantwortlichen für die Weitergabe seiner Lehre. Er leitete das Zen-Dōjō Zürich, den Tempel Muijo.
Laure Hosetsu Scemama (* 1948), gründete 2003 das Zen-Zentrum Limoges. Sie unterrichtet in Frankreich sowie anderen Ländern und ist stellvertretende Äbtissin des Klosters Kanshoji und eine der Verantwortlichen der AZI.
Olivier Reigen Wang-Genh (* 1955), gründete 1999 den Tempel Kosan Ryumon Ji in Weiterswiller (Elsass) und ist seit 2007 Präsident der Buddhistischen Union Frankreichs und einer der Verantwortlichen der AZI.